# Autorité combinée des Midlands de l'Ouest
Centro House, 16 Summer Lane, Birmingham
L'autorité combinée des Midlands de l'Ouest (en anglais : West Midlands Combined Authority - WMCA) est une autorité combinée du comté des Midlands de l'Ouest, dans le nord de l'Angleterre, au Royaume-Uni.

## Historique
Après l'abolition de son conseil en 1986, le comté des Midlands de l'Ouest se retrouve sans autorité élue pour gérer ses affaires publiques. Ses prérogatives reviennent aux districts le composant, chacun gérant ses propres affaires comme une autorité unitaire, bien que certaines compétences (transports publics, police, pompiers) restent gérées en commun.
L'autorité combinée est créée le 17 juin 2016, en vertu de la loi de 2009 sur la démocratie locale, le développement économique et la construction.

## Composition
L'autorité combinée regroupe les villes de Birmingham, Coventry et Wolverhampton, ainsi que les districts métropolitains de Dudley, Sandwell, Solihull et Walsall.

## Pouvoirs
L'autorité combinée est dotée de pouvoirs en matière de transports publics, de développement économique et de renouvellement urbain.

## Politique et administration
L'autorité combinée est dirigée par un conseil formé des dirigeants des conseils des sept collectivités membres, ainsi que, depuis 2017, d'un maire élu au suffrage universel pour un mandat de quatre ans.
| Période    | Période  | Identité    | Étiquette          | Qualité |
| ---------- | -------- | ----------- | ------------------ | ------- |
| 8 mai 2017 | En cours | Andy Street | Parti conservateur |         |

Le siège de l'autorité est situé à Centro House, dans la ville de Birmingham.